# Capdevila (Cercs)
Capdevila és una obra del municipi de Cercs (Berguedà) inclosa en l'Inventari del Patrimoni Arquitectònic de Catalunya.

## Descripció
Es tracta d'un edifici de planta baixa i un pis. La seva estructura és de planta rectangular amb entrada i façana principal en un dels extrems. Teulada a dues vessants amb carener paral·lel al pla de façana més llarg. Obertures regulars en totes les façanes, emmarcades amb maó. L'aparell és de pedra grossa sense polir unida amb morter. El maó vist és utilitzat com a contrafort de les cantonades i com a element ornamental de les obertures i dels nivells edificats. Basament més ampli amb el mateix material de pedra de grans dimensions. El mateix sistema constructiu es repeteix en els dos edificis adjacents utilitzats com a auxiliars del principal.
A banda i banda de l'element principal existeixen dues construccions rectangulars utilitzades com a auxiliars de la primera i amb finalitats agrícoles i ramaderes. Aquestes segueixen les mateixes directrius que l'element principal quant a materials i cromatismes.

## Història
Fou construït en el lloc on hi havia una antiga casa de tradició i ús rural, l'actual edifici de Can Capdevila és a mig camí de ser una edificació aïllada de tradició rural i un habitatge integrat en el conjunt urbà de la barriada "Els Tilos". Aquesta és una de les construccions més antigues de tota la zona i data de finals del segle xix. Va ser edificat per la societat italiana que tenia els drets de les explotacions mineres de l'indret i va ser destinat a habitatges dels facultatius de l'empresa. En l'actualitat té un ús d'habitatge familiar.